# Pere de Xercavins
Pere de Xercavins fou el primer batlle de Rubí
El 1394, Joan el Caçador va vendre la jurisdicció del castell de Rubí a Joan de Togores i va donar als habitants de Rubí el privilegi d'escollir batlle a canvi de pagar un impost col·lectiu al Senyor de Rubí, i els ciutadans van escollir com a primer batlle Pere de Xercavins.